# Аспак-ле-О
Аспа́к-ле-О (фр. Aspach-le-Haut) — колишній муніципалітет у Франції, у регіоні Гранд-Ест, департамент Верхній Рейн. Населення — 1471 осіб (2011).
Муніципалітет був розташований на відстані близько 380 км на схід від Парижа, 105 км на південний захід від Страсбура, 38 км на південний захід від Кольмара.

## Історія
До 2015 року муніципалітет перебував у складі регіону Ельзас. Від 1 січня 2016 року належав до нового об'єднаного регіону Гранд-Ест.
1 січня 2016 року Аспак-ле-О і Мішельбак було об'єднано в новий муніципалітет Аспак-Мішельбак.

## Демографія
Динаміка населення (INSEE ):
Розподіл населення за віком та статтю (2006):
| Стать | Всього | До 15 років | 15-24 | 25-44 | 45-64 | 65-85 | Понад 85 |
| --- | ------ | ----------- | ----- | ----- | ----- | ----- | -------- |
| Чоловіки | 686    | 156         | 94    | 199   | 163   | 74    | 0        |
| Жінки | 679    | 160         | 82    | 215   | 136   | 78    | 8        |
| \| Статево-вікова піраміда \| Статево-вікова піраміда \| Статево-вікова піраміда \| \| ----------------------- \| ----------------------- \| ----------------------- \| \| Чоловіки \| Вік \| Жінки \| \| 0 \| 85 + \| 8 \| \| 19 \| 80-84 \| 4 \| \| 16 \| 75-79 \| 31 \| \| 16 \| 70-74 \| 8 \| \| 23 \| 65-69 \| 35 \| \| 27 \| 60-64 \| 16 \| \| 19 \| 55-59 \| 19 \| \| 51 \| 50-54 \| 43 \| \| 66 \| 45-49 \| 58 \| \| 70 \| 40-44 \| 51 \| \| 47 \| 35-39 \| 70 \| \| 66 \| 30-34 \| 51 \| \| 16 \| 25-29 \| 43 \| \| 39 \| 20-24 \| 31 \| \| 55 \| 15-20 \| 51 \| \| 51 \| 10-14 \| 55 \| \| 23 \| 5-9 \| 47 \| \| 82 \| 0-4 \| 58 \| |        |             |       |       |       |       |          |
| Статево-вікова піраміда |        |             |       |       |       |       |          |
| Чоловіки | Вік    | Жінки       |       |       |       |       |          |
| 0 | 85 +   | 8           |       |       |       |       |          |
| 19 | 80-84  | 4           |       |       |       |       |          |
| 16 | 75-79  | 31          |       |       |       |       |          |
| 16 | 70-74  | 8           |       |       |       |       |          |
| 23 | 65-69  | 35          |       |       |       |       |          |
| 27 | 60-64  | 16          |       |       |       |       |          |
| 19 | 55-59  | 19          |       |       |       |       |          |
| 51 | 50-54  | 43          |       |       |       |       |          |
| 66 | 45-49  | 58          |       |       |       |       |          |
| 70 | 40-44  | 51          |       |       |       |       |          |
| 47 | 35-39  | 70          |       |       |       |       |          |
| 66 | 30-34  | 51          |       |       |       |       |          |
| 16 | 25-29  | 43          |       |       |       |       |          |
| 39 | 20-24  | 31          |       |       |       |       |          |
| 55 | 15-20  | 51          |       |       |       |       |          |
| 51 | 10-14  | 55          |       |       |       |       |          |
| 23 | 5-9    | 47          |       |       |       |       |          |
| 82 | 0-4    | 58          |       |       |       |       |          |

## Економіка
2010 року серед 1015 осіб працездатного віку (15—64 років) 811 були активними, 204 — неактивними (показник активності 79,9%, у 1999 році було 72,8%). З 811 активних мешканців працювали 753 особи (384 чоловіки та 369 жінок), безробітними було 58 (22 чоловіки та 36 жінок). Серед 204 неактивних 93 особи були учнями чи студентами, 62 — пенсіонерами, 49 були неактивними з інших причин.

У 2010 році в муніципалітеті числилось 523 оподатковані домогосподарства, у яких проживали 1501,0 особи, медіана доходів виносила 23 722,5 євро на одного особоспоживача